# Régions de développement de Roumanie
Les régions de développement de Roumanie (en roumain Regiunile de dezvoltare ale României) sont les huit divisions régionales qui ont été mises en place en Roumanie en 1998 dans le but de coordonner le développement régional nécessaire à l'intégration à l'Union européenne. Elles correspondent aux divisions de niveau NUTS-II de l'UE.
Bien que leur importance soit significative dans le domaine du développement régional, ces régions n'ont aucun statut administratif car elles ne possèdent ni conseil législatif ni corps exécutif. Leur fonction est d'allouer des fonds du programme PHARE de l'UE ainsi que d'établir des statistiques régionales. De plus, les régions de développement coordonnent des projets d'infrastructure régionale et sont devenues membres du Comité des Régions lors de l'entrée de la Roumanie à l'UE en 2007.

Carte des régions de développement

## Liste des régions de développement
La Roumanie est composée de huit régions de développement nommées d'après leur position géographique. Elles sont regroupées au sein de quatre macro-régions numérotées, mais qui ont aussi dans les médias des noms vernaculaires issus des régions historiques qu'elles regroupent :

### Macro-région 1
Dite aussi Ardeal : Transylvanie (bien qu'elle ne comprenne pas toute cette région), en bleu sur la carte :
- Centre : Centru en roumain
- Nord-Ouest : Nord-Vest

### Macro-région 2
Dite aussi Moldova și Dunărea de Jos : Moldavie et Bas-Danube, en orange sur la carte :
- Nord-Est : Nord-Est
- Sud-Est : Sud-Est

### Macro-région 3
Dite aussi Muntenia : Munténie (bien qu'elle ne comprenne pas toute cette région), en rouge sur la carte :
- Bucarest-Ilfov : București-Ilfov
- Sud : Sud

### Macro-région 4
Dite aussi Banatul și Oltenia : Banat et Olténie (bien qu'elle déborde ces deux régions), en vert sur la carte :
- Sud-Ouest (Sud-Vest)
- Ouest (Vest)